# Начало начал
«Начало начал» (англ. Beginnings) — седьмой и восьмой эпизод второго сезона американского мультсериала «Легенда о Корре».

## Сюжет

### Часть 1
Священники нации Огня приводят ничего непомнящую Корру в свой храм. Целительница хочет вычистить попавшую в Аватара тёмную энергию. Корру опускают в святую воду, и ей видятся предыдущие Аватары. Они наставляют ей найти Рааву, и девушка видит прошлое с Ваном, первым человеком, который станет Аватаром. Он был воришкой, ограбившим жирующую правящую семью Чу. Его догоняют, но ему удаётся сохранить часть украденной еды. Ван приносит её друзьям и также кормит зверюшек, не оставляя себе ничего. Парень мечтает попасть в погреб Чу, но его друг Джая боится, что Вана отдадут на растерзание духам, и старик Яо подтверждает это на своём примере, будучи изуродованным духом дерева. Вскоре Ван присоединяется к охотникам, которые искали добровольцев, и лев-черепаха временно наделяет их магией огня, чтобы они прошли через глухомань. В лесу Ван решает оставить группу, и ему говорят вернуть магию, но он возвращается домой с ней. Ван показывает её друзьям и ведёт крестьян против семьи Чу, желая вернуть отнятую еду. Они нападают на правителей, но Ван не решается убить члена семьи магией, и его хватают. Вана приводят ко льву-черепахе и изгоняют из города, но дух разрешает ему оставить магию.
Ван скитается по глухомани, натыкаясь на различных духов, и находит оазис. Однако туда его не пускает хозяин Ай-Ай. Тогда Ван маскируется под духа, но это не помогает, и его гонят. Духи рассказывают, что есть и другие города, и Ван собирается искать ближайший. По пути он видит пойманное в сеть животное и сначала хочет съесть его, но затем, видя страдания зверя, решает отпустить его. Приходят охотники, которые поймали животное, и одолевают Вана, но его выручает Ай-Ай, прогоняя людей. Он исцеляет Вана в волшебной воде, поражаясь самоотверженности парня, из-за которой и спас его. Ван решает остаться с духами и учиться у них. Охотник рассказывает обо всём горожанам. Ван практикует магию огня и не позволяет людям проникнуть в оазис. Джая воодушевляет народ на то, чтобы уйти из города и не жить под гнётом семьи Чу, и лев-черепаха наделяет крестьян магией огня, после чего они покидают город. Ван прощается с духом, благодаря их за всё, и уезжает из оазиса. Он странствует по миру и встречает сражающихся духов света и тьмы, Рааву и Ваату. Первая удерживает второго, и Ван решает выручить тёмного, умоляющего о помощи. Магией огня он разделяет их, и Ваату сбегает. Раава отчитывает человека, говоря, что он совершил ошибку и выпустил само зло, которое она удерживала 10 000 лет. Корра, смотрящая прошлое, радуется, что нашла Рааву.

### Часть 2
Корра продолжает видеть прошлое. Раава просит Вана больше не мешать ей. Он уходит и находит воздушных кочевников, но они убегают. Ван видит другого льва-черепаху и идёт в город. Он находит тех людей и говорит с ними, рассказывая, что 2 года учился у духов. Внезапно духи, населяющие этот город, становятся злыми из-за Ваату и нападают на жителей. Ван вновь встречается с Ваату и защищает людей от духов. Является Раава, и Ваату обещает уничтожить её во время Гармоничного сближения, а затем уходит. Раава ругает Вана за очередное вмешательство, но он хочет всё исправить и просит льва-черепаху наделить его магией воздуха. Тот просит Рааву помочь Вану, и она всё же соглашается. Затем она рассказывает человеку о Гармоничном сближении, которое начнётся через год и при котором Раава будет сражаться с Ваату за участь мира, и они начинают тренировку. Раава проникает через Вана, и он овладевает магией воздуха. Затем он посещает других львов-черепах и учится покорять воду и землю.
Ван натыкается на людей огня, сжигающих лес, и встречает старого друга Джая. Тот изменился, став жестоким, и собирается уничтожить духов, нападавших на них. Является Ай-Ай со своими друзьями и готовится к битве с людьми. Ван просит всех успокоиться и не враждовать, но Ваату превращает духов в тьму, и сражение начинается. Тогда Ван и Раава соединяются, и все видят, что Ван покорил все 4 стихии. Раава говорит, что не может находиться в его теле слишком долго, ибо он умрёт, и они, ослабев, падают. Когда Ван приходит в себя, Ваату говорит, что те люди уже уничтожены и улетает, ожидая их встречи на Гармоничном сближении. Ван находит Рааву, очень раненую, и они скачут к южному порталу в мир духов. Она извиняется, что думала о нём плохо, и гордится его благородством. Они входят через портал, и Ван начинает сражаться с Ваату. Тот рассказывает о своих злодеяниях и доминирует над человеком. Раава снова соединяется с Ваном, и через боль они продолжают битву, но Ваату все ровно одерживает верх.
Когда начинается Гармоничное сближение, Ван соприкасается с порталом и получает состояние Аватара, навсегда соединившись с Раавой. Он побеждает злодея и навсегда заточает его в клетке в мире духов. Те возвращаются в свой мир, оставляя людей, а Ван становится мостом между их мирами, закрывая портал, чтобы никто не смог освободить Ваату. В новой эре львы-черепахи перестают защищать людей и давать им магию, решая, что им самим нужно научиться жить друг с другом. Ван будет поддерживать равновесие. В старости он просит прощение у Раавы на поле боя, ведь несмотря на то, что Ваату заточён, зло продолжает жить. Ван умирает, и Раава говорит, что всегда будет с ним в его новых жизнях, и Аватар перерождается в новом теле. Корра приходит в себя у святой воды и вспоминает, кто она. Целительница нации Огня дарит ей одного из летающих бизонов, которых они растили со времён Столетней войны, и говорит, что следующее Гармоничное сближение настанет через несколько недель. Корра намеревается закрыть портал в мир духов и улетает.

## Отзывы

Динамика оценок IGN к эпизодам 2 сезона мультсериала

Макс Николсон из IGN поставил эпизодам оценку 9,6 из 10 и написал, что «если серия на прошлой неделе была жёсткой криминальной драмой, действие которой происходило в современном мире „Аватара“, то „Начало начал“ было фантастической одиссеей, исследующей годы становления этого мира». Рецензент добавил, что «эти эпизоды были ярким примером того, как надо рассказывать эффективную, самостоятельную историю».
Эмили Гендельсбергер из The A.V. Club поставила эпизодам оценку «A». Ей понравилась «музыка в последнем бое с Ваату». Каси Феррел из Den of Geek посчитала, что «эпизод в целом получился потрясающим», и она чувствовала, что «будто смотрит „Легенду о Ване“ или что-то в этом роде». Коллега Феррелл, Майкл Маммано, в сумме дал эпизодам 4 звезды из 5. Первой части он поставил 3 звезды, а второй — 4,5 звёзд.
Брэндон Захари из Comic Book Resources написал, что «„Начало начал“, состоящее из двух частей», «на самом деле является изюминкой всей франшизы». Главный редактор The Filtered Lens, Мэтт Доэрти, поставил эпизодам оценку «A» и отметил, что «мир Вана сильно отличается от мира Корры, в то время как мир Аанга определённо ощущается как нечто среднее между ними». Мордикай Кнод из Tor.com посчитал, что эпизод «не был пустой тратой времени».
Эпизоды собрали 1,73 миллиона зрителей у телеэкранов США.